# سانتو فيرساتشي
سانتو دومينيكو فيرساتشي (إيطالي: Santo Do menico Versace ؛ من مواليد 16 ديسمبر 1944) رجل أعمال إيطالي ، الرئيس والمدير التنفيذي المشارك لشركة جياني فيرساتشي سبا ، ومقرها في ميلانو ، إيطاليا. منذ عام 2008 ، تم انتخابه كعضو في مجلس النواب للجمهورية الإيطالية في دائرة كالابريا. وهو عضو في حزب التحالف من أجل إيطاليا السياسي ، وكان في السابق عضوًا في «شعب الحرية».